# Trophée européen FIRA de rugby à XV 1996-1997
Navigation
Trophée européen FIRA 1995-1997 Trophée européen FIRA 1997-1998
Le Trophée européen FIRA de rugby à XV 1996–1997 est une compétition qui réunit les nations de la FIRA–AER qui ne participent pas au Tournoi des Cinq Nations et préparent le second tour des qualifications à la coupe du monde. Douze équipes, dont deux africaines, disputent la compétition. Dans la première phase, les équipes sont réparties en quatre poules avec des matchs de classement pour les établir les têtes de série lors de la seconde phase. Celle-ci est à élimination directe et permet d'établir un classement de la compétition. Les premiers de chaque poule sont qualifiés pour la phase finale et se disputent le titre.
C'est l'Espagne qui remporte la coupe en battant le Portugal en finale sur le score de 25 à 18.

## Équipes engagées
| Poule 1 - Belgique - Espagne - Allemagne | Poule 2 - République tchèque - Géorgie - Russie |

| Poule 3 - Portugal - Tunisie - Pays-Bas | Poule 4 - Pologne - Maroc - Danemark |

## Première phase

### Poule 1
Les matchs de la poule se déroulent du 16 novembre 1996 au 8 décembre 1996. La Belgique, l'Espagne et l'Allemagne disputent cette poule.

#### Classement
| Rang | Pays      | J | V | N | D | Pm  | Pe | Diff | Pts |
| ---- | --------- | - | - | - | - | --- | -- | ---- | --- |
| 1    | Espagne   | 2 | 2 | 0 | 0 | 102 | 17 | +85  | 6   |
| 3    | Belgique  | 2 | 1 | 0 | 1 | 24  | 80 | -56  | 4   |
| 4    | Allemagne | 2 | 0 | 0 | 2 | 20  | 49 | -29  | 2   |

#### Matchs
| 16 novembre 1996 | Belgique | 24 - 3 | Allemagne | Bruxelles |
| 16 novembre 1996 |          |        |           | Bruxelles |
| 16 novembre 1996 |          |        |           | Bruxelles |

| 24 novembre 1996 | Allemagne | 17 - 25 | Espagne | Heidelberg |
| 24 novembre 1996 |           |         |         | Heidelberg |
| 24 novembre 1996 |           |         |         | Heidelberg |

| 8 décembre 1996 | Espagne | 77 - 0 | Belgique | Madrid |
| 8 décembre 1996 |         |        |          | Madrid |
| 8 décembre 1996 |         |        |          | Madrid |

### Poule 2
Les matchs de la poule se déroulent du 22 septembre 1996 au 26 octobre 1996. La Géorgie, la République tchèque et la Russie disputent cette poule.

#### Classement
| Rang | Pays               | J | V | N | D | Pm | Pe | Diff | Pts |
| ---- | ------------------ | - | - | - | - | -- | -- | ---- | --- |
| 1    | Géorgie            | 2 | 2 | 0 | 0 | 47 | 34 | +13  | 6   |
| 3    | Russie             | 2 | 1 | 0 | 1 | 57 | 43 | +14  | 4   |
| 4    | République tchèque | 2 | 0 | 0 | 2 | 28 | 55 | -27  | 2   |

#### Matchs
| 22 septembre 1996 | République tchèque | 14 - 18 | Géorgie | Prague |
| 22 septembre 1996 |                    |         |         | Prague |
| 22 septembre 1996 |                    |         |         | Prague |

| 20 octobre 1996 | Géorgie | 29 - 20 | Russie | Tbilissi |
| 20 octobre 1996 |         |         |        | Tbilissi |
| 20 octobre 1996 |         |         |        | Tbilissi |

| 26 octobre 1996 | Russie | 37 - 14 | République tchèque | Moscou |
| 26 octobre 1996 |        |         |                    | Moscou |
| 26 octobre 1996 |        |         |                    | Moscou |

### Poule 3
Les matchs de la poule se déroulent du 27 octobre 1996 au 7 décembre 1996. Le Portugal, la Tunisie et les Pays-Bas disputent cette poule.

#### Classement
| Rang | Pays     | J | V | N | D | Pm | Pe | Diff | Pts |
| ---- | -------- | - | - | - | - | -- | -- | ---- | --- |
| 1    | Portugal | 2 | 2 | 0 | 0 | 66 | 17 | +49  | 6   |
| 3    | Tunisie  | 2 | 1 | 0 | 1 | 26 | 26 | 0    | 4   |
| 4    | Pays-Bas | 2 | 0 | 0 | 2 | 26 | 75 | -49  | 2   |

#### Matchs
| 27 octobre 1996 | Pays-Bas | 15 - 20 | Tunisie | Leyde |
| 27 octobre 1996 |          |         |         | Leyde |
| 27 octobre 1996 |          |         |         | Leyde |

| 24 novembre 1996 | Portugal | 55 - 11 | Pays-Bas | Lisbonne |
| 24 novembre 1996 |          |         |          | Lisbonne |
| 24 novembre 1996 |          |         |          | Lisbonne |

| 7 décembre 1996 | Tunisie | 6 - 11 | Portugal | Tunis |
| 7 décembre 1996 |         |        |          | Tunis |
| 7 décembre 1996 |         |        |          | Tunis |

### Poule 4
Les matchs de la poule se déroulent du 28 septembre 1996 au 2 novembre 1996. La Pologne, le Maroc et le Danemark disputent cette poule.

#### Classement
| Rang | Pays     | J | V | N | D | Pm | Pe | Diff | Pts |
| ---- | -------- | - | - | - | - | -- | -- | ---- | --- |
| 1    | Pologne  | 2 | 2 | 0 | 0 | 33 | 26 | +7   | 6   |
| 3    | Maroc    | 2 | 1 | 0 | 1 | 33 | 22 | +11  | 4   |
| 4    | Danemark | 2 | 0 | 0 | 2 | 15 | 33 | -18  | 2   |

#### Matchs
| 28 septembre 1996 | Pologne | 16 - 10 | Danemark | Gdansk |
| 28 septembre 1996 |         |         |          | Gdansk |
| 28 septembre 1996 |         |         |          | Gdansk |

| 19 octobre 1996 | Maroc | 16 - 17 | Pologne | Casablanca |
| 19 octobre 1996 |       |         |         | Casablanca |
| 19 octobre 1996 |       |         |         | Casablanca |

| 2 novembre 1996 | Danemark | 5 - 17 | Maroc | Copenhague |
| 2 novembre 1996 |          |        |       | Copenhague |
| 2 novembre 1996 |          |        |       | Copenhague |

## Deuxième phase
Les matchs se déroulent du 19 avril 1997 au 17 mai 1997.

### Phase finale
|  | Demi-finales         | Demi-finales         |                        |    | Finale             | Finale             |
|  | Demi-finales         | Demi-finales         |                        |    | Finale             | Finale             |
|  |                      |                      |                        |    |                    |                    |
|  | le 18 avril à Madrid | le 18 avril à Madrid |                        |    | le 11 mai à Madrid | le 11 mai à Madrid |
|  | le 18 avril à Madrid | le 18 avril à Madrid |                        |    | le 11 mai à Madrid | le 11 mai à Madrid |
|  | Espagne              | 44                   |                        |    | le 11 mai à Madrid | le 11 mai à Madrid |
|  | Espagne              | 44                   |                        |    | le 11 mai à Madrid | le 11 mai à Madrid |
|  | Pologne              | 10                   |                        |    | le 11 mai à Madrid | le 11 mai à Madrid |
|  | Pologne              | 10                   | Espagne                | 25 |                    |                    |
|  | le 19 avril à Madrid |                      | Espagne                | 25 |                    |                    |
|  |                      | Portugal             | 18                     |    |                    |                    |
|  | Portugal             | Portugal             | 18                     | 21 |                    |                    |
|  | Portugal             |                      |                        | 21 |                    |                    |
|  | Géorgie              | 18                   |                        |    |                    |                    |
|  | Géorgie              | 18                   | Match pour la 3e place |    |                    |                    |
|  |                      |                      |                        |    |                    |                    |
|  | le 10 mai à Sopot    |                      |                        |    |                    |                    |
|  |                      |                      |                        |    |                    |                    |
|  | Pologne              | 29                   |                        |    |                    |                    |
|  | Pologne              | 29                   |                        |    |                    |                    |
|  | Géorgie              | 23                   |                        |    |                    |                    |
|  | Géorgie              | 23                   |                        |    |                    |                    |

### Matchs de classement de la5eà la8eplace
|  | Demi-finales            | Demi-finales            |                        |    | Finale             | Finale             |
|  | Demi-finales            | Demi-finales            |                        |    | Finale             | Finale             |
|  |                         |                         |                        |    |                    |                    |
|  | le 19 avril à Bruxelles | le 19 avril à Bruxelles |                        |    | le 17 mai à Settat | le 17 mai à Settat |
|  | le 19 avril à Bruxelles | le 19 avril à Bruxelles |                        |    | le 17 mai à Settat | le 17 mai à Settat |
|  | Belgique                | 9                       |                        |    | le 17 mai à Settat | le 17 mai à Settat |
|  | Belgique                | 9                       |                        |    | le 17 mai à Settat | le 17 mai à Settat |
|  | Maroc                   | 14                      |                        |    | le 17 mai à Settat | le 17 mai à Settat |
|  | Maroc                   | 14                      | Maroc                  | 20 |                    |                    |
|  | le 20 avril à Tunis     |                         | Maroc                  | 20 |                    |                    |
|  |                         | Russie                  | 7                      |    |                    |                    |
|  | Tunisie                 | Russie                  | 7                      | 25 |                    |                    |
|  | Tunisie                 |                         |                        | 25 |                    |                    |
|  | Russie                  | 30                      |                        |    |                    |                    |
|  | Russie                  | 30                      | Match pour la 3e place |    |                    |                    |
|  |                         |                         |                        |    |                    |                    |
|  | le 10 mai à Bruxelles   |                         |                        |    |                    |                    |
|  |                         |                         |                        |    |                    |                    |
|  | Belgique                | 22                      |                        |    |                    |                    |
|  | Belgique                | 22                      |                        |    |                    |                    |
|  | Tunisie                 | 29                      |                        |    |                    |                    |
|  | Tunisie                 | 29                      |                        |    |                    |                    |

### Matchs de classement de la9eà la12eplace
|  | Demi-finales          | Demi-finales         |                        |   | Finale             | Finale             |
|  | Demi-finales          | Demi-finales         |                        |   | Finale             | Finale             |
|  |                       |                      |                        |   |                    |                    |
|  | le 19 avril à Prague  | le 19 avril à Prague |                        |   | le 10 mai à Prague | le 10 mai à Prague |
|  | le 19 avril à Prague  | le 19 avril à Prague |                        |   | le 10 mai à Prague | le 10 mai à Prague |
|  | République tchèque    | 19                   |                        |   | le 10 mai à Prague | le 10 mai à Prague |
|  | République tchèque    | 19                   |                        |   | le 10 mai à Prague | le 10 mai à Prague |
|  | Pays-Bas              | 18                   |                        |   | le 10 mai à Prague | le 10 mai à Prague |
|  | Pays-Bas              | 18                   | République tchèque     | 9 |                    |                    |
|  | le 20 avril à Aalborg |                      | République tchèque     | 9 |                    |                    |
|  |                       | Allemagne            | 14                     |   |                    |                    |
|  | Danemark              | Allemagne            | 14                     | 8 |                    |                    |
|  | Danemark              |                      |                        | 8 |                    |                    |
|  | Allemagne             | 13                   |                        |   |                    |                    |
|  | Allemagne             | 13                   | Match pour la 3e place |   |                    |                    |
|  |                       |                      |                        |   |                    |                    |
|  | le 11 mai à Amsterdam |                      |                        |   |                    |                    |
|  |                       |                      |                        |   |                    |                    |
|  | Pays-Bas              | 47                   |                        |   |                    |                    |
|  | Pays-Bas              | 47                   |                        |   |                    |                    |
|  | Danemark              | 4                    |                        |   |                    |                    |
|  | Danemark              | 4                    |                        |   |                    |                    |